# Tytthoscincus textus
Tytthoscincus textus es una especie de escincomorfos de la familia Scincidae.

## Descripción
- Tamaño: Aproximadamente 42 mm de longitud hocico-cloaca (SVL).
- Hocico: Corto y redondeado.
- Coloración dorsal: Marrón rojizo con un patrón de reticulación (líneas entrecruzadas).
- Extremidades: Notablemente oscuras, contrastando con el cuerpo dorsal más claro.
- Escamas loreales: El número de estas escamas (ubicadas entre el ojo y la nariz) varía y se utiliza como un carácter taxonómico para distinguirlo de especies similares.[2]

## Distribución geográfica
Es endémica de montanos de la isla de Célebes (Indonesia).